# 高田邦夫
高田 邦夫（たかだ くにお、1956年3月25日 - ）は、日本のバッハ研究家。

## 経歴
京都府京都市出身。中学生時代にヨハン・ゼバスティアン・バッハの音楽に多大な衝撃を受け、京都大学を卒業後、技術者としてのキャリアの傍らバッハを独学で研究し、独自の理論を確立するに至るというユニークな経歴を持つ。その音楽以外の豊富な知識を活かし、バッハの音楽について「彼の音楽は宇宙そのもの」という宇宙論・宇宙物理学的解釈を展開している。
2004年、本格的な研究家転向にあたって活動拠点をバッハゆかりの地であるドイツのライプツィヒに移す。バッハ・アルヒーフやメンデルスゾーン音楽院での情報収集及び研究、毎週の聖トーマス教会でのモテットの取材のほか、音楽界・文化界の各著名人とも親交を結び、ライプツィヒ大学での講演、地元テレビへのインタビュー出演やツィッタウ新聞の表紙を飾るなど、精力的に活動する。現在ライプツィヒ在住日本人として、ブログ、ツイッター、Facebook、mixiといった媒体を積極的に活用し、日本ではわずかしか報道されないバッハ音楽祭をはじめとするライプツィヒからの各種情報をリアルタイムで発信している。これに加えて公式サイトとブログには、本人が踏破したバッハの町巡礼についてが写真と共に詳しくレポートされている。
また、その堪能なドイツ語力を活かして各種分野の通訳・翻訳の仕事も数多くこなしている。